# Djebel Aissa Nationalpark
Djebel Aissa Nationalpark (Issabjerget nationalpark,  arabisk:  الحظيرة الوطنية لجبل عيسى) er en nationalpark i Sahariske Atlas beliggende vest for Algeriet, i provinsen  Naâma. Den blev oprettet i 2003 og har et areal på 24.400 hektar.
Djebel Aissa Nationalpark er af særlig betydning for at bevare økosystemet i det vestlige højland, som er truet af ørkendannelse.

## Flora og fauna

### Flora
De mest repræsenterede træer er: Ziziphus, Pistacia, Juniperus phoenicea, steneg, Juniperus oxycedrus og pinjearten Pinus halepensis. Der er også græsarterne  Stipa tenacissima, Esparto-græsset og bynkearten Artemisia alba.

### Fauna
Parken er hjemsted for følgende dyrearter: hare, vildsvin, sjakal, ræv, trappe, pindsvin, mankefår  og dorcas gazelle.